# 申塔拉區
54°26′N 51°28′E / 54.433°N 51.467°E
申塔拉區（俄语：Шенталинский район），是俄羅斯的一個區，位於該國西南部，由薩馬拉州負責管轄，面積1,338.2平方公里，2010年該區人口16,656，人口密度每平方公里12.45人。